# Incendio di Washington
L'Incendio di Washington fu un atto d'invasione dell'esercito britannico nella città di Washington, avvenuto durante la guerra anglo-americana del 1812-1815.

## Storia
Dopo la disastrosa battaglia di Bladensburg le truppe americane non riuscirono a difendere dall'attacco britannico la nuova capitale Washington, che venne presa e data alle fiamme dagli occupanti il 24 agosto 1814 come rappresaglia per l'attacco americano ai possedimenti britannici in Canada. Vennero dati alle fiamme e distrutti gran parte degli edifici pubblici, compresi la Casa Bianca e il Campidoglio. Durante la battaglia comunque accadde un fatto inedito: si scatenò un violentissimo temporale e un tornado che vanificarono l'esito della Vittoria dei britannici. Questa volta il clima giocò dalla parte degli americani.

## Incendi

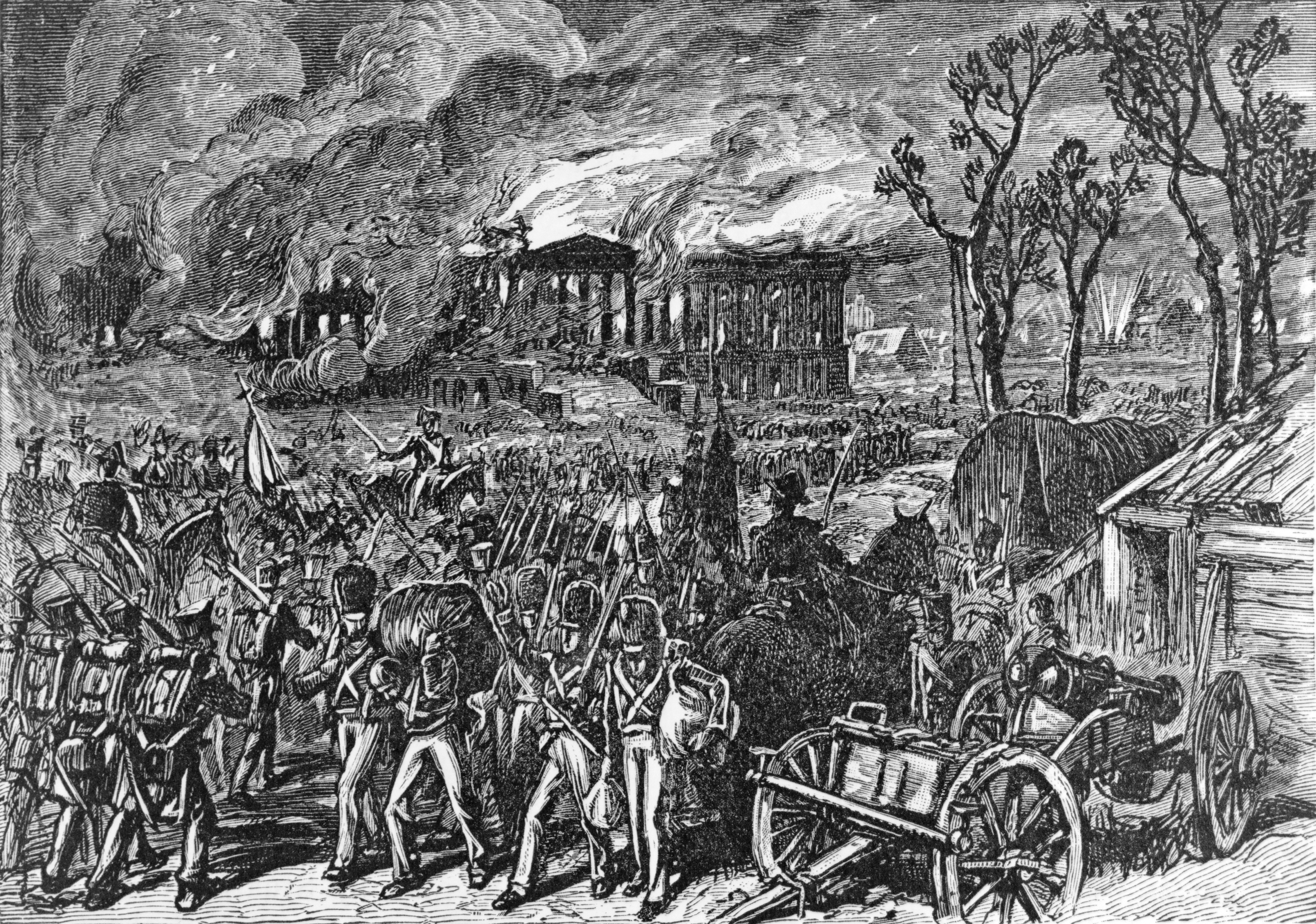
L'incendio di Washington, agosto 1814

Il presidente James Madison, i membri del suo governo e l'esercito fuggirono dalla città in seguito alla vittoria britannica a Bladensburg. Trovarono rifugio per la notte a Brookeville, una cittadina nella contea di Montgomery, nel Maryland, oggi conosciuta come la "Capitale degli Stati Uniti per un giorno". Il presidente Madison trascorse la notte nella casa di Caleb Bentley, un quacchero che visse e lavorò come argentiere a Brookeville. La casa di Bentley, oggi nota come Madison House, si trova ancora a Brookeville.
Il 24 agosto 1814, gli inglesi, guidati da Ross e Cockburn, entrarono a Washington con una forza di 4.500 uomini "induriti dalla battaglia". Il piano per attaccare Washington era stato formulato dal contrammiraglio Cockburn, il quale prevedeva che "in breve tempo, con forze sufficienti, avremmo potuto facilmente avere la capitale in nostra balia". Ross, al comando delle truppe, era meno ottimista. Mentre Cockburn raccomandava di bruciare l'intera città, Ross progettava di danneggiare solo gli edifici pubblici.

### Campidoglio

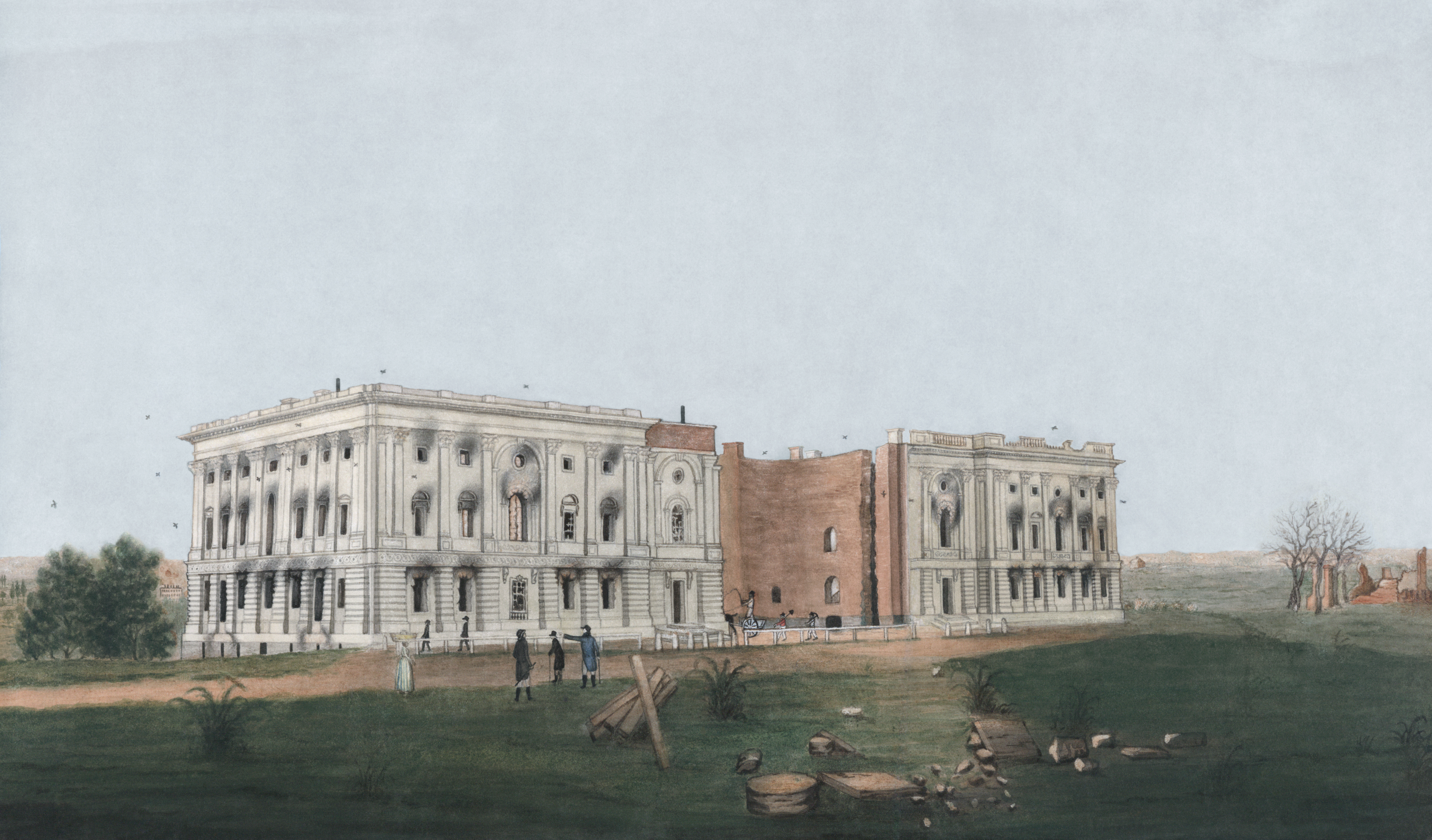
Rappresentazione ad acquerello e inchiostro del 1814 del Campidoglio degli Stati Uniti dopo l'incendio di Washington, D.C. durante la guerra del 1812. Dipinto di George Munger.

Il Campidoglio degli Stati Uniti era, secondo alcuni viaggiatori contemporanei, l'unico edificio di Washington "degno di essere notato". Pertanto, era un obiettivo primario per gli inglesi, sia per il suo valore estetico che per il suo valore simbolico. Arrivati in città tramite Maryland Avenue, gli inglesi presero di mira il Campidoglio, prima l'ala sud, che ospitava la Camera dei Rappresentanti, poi l'ala nord, che ospitava il Senato. Prima di dargli fuoco, gli inglesi saccheggiarono l'edificio, che a quel tempo ospitava il Congresso, la Biblioteca del Congresso e la Corte Suprema.
Tra gli oggetti trafugati dalle truppe guidate dal contrammiraglio Cockburn c'era un libro mastro intitolato "Un resoconto delle entrate e delle spese degli Stati Uniti per l'anno 1810"; l'ammiraglio scrisse sulla pagina interna che era stato "prelevato nella stanza del Presidente al Campidoglio, in occasione della distruzione di quell'edificio da parte degli inglesi, alla conquista di Washington, il 24 agosto 1814". In seguito lo donò al fratello maggiore Sir James Cockburn, governatore delle Bermuda. Il libro fu restituito alla Biblioteca del Congresso nel 1940.
Gli inglesi intendevano incendiare l'edificio fino alle fondamenta. Per prima cosa incendiarono l'ala sud. Le fiamme crebbero così rapidamente che gli inglesi non riuscirono a raccogliere abbastanza legna per bruciare completamente i muri di pietra. Tuttavia, il contenuto della Biblioteca del Congresso nell'ala nord contribuì ad alimentare le fiamme da quel lato. Tra gli oggetti distrutti c'era la collezione di 3.000 volumi della Biblioteca del Congresso e le intricate decorazioni delle colonne, dei frontoni e delle sculture neoclassiche progettate da William Thornton nel 1793 e Benjamin Latrobe nel 1803.
I soffitti e i pavimenti in legno bruciarono e i lucernari in vetro si sciolsero a causa del calore intenso. L'edificio non fu completamente distrutto. La rotonda della Camera, l'atrio est, le scale e le famose colonne a pannocchia di Latrobe nell'atrio del Senato sopravvissero.

### Casa Bianca

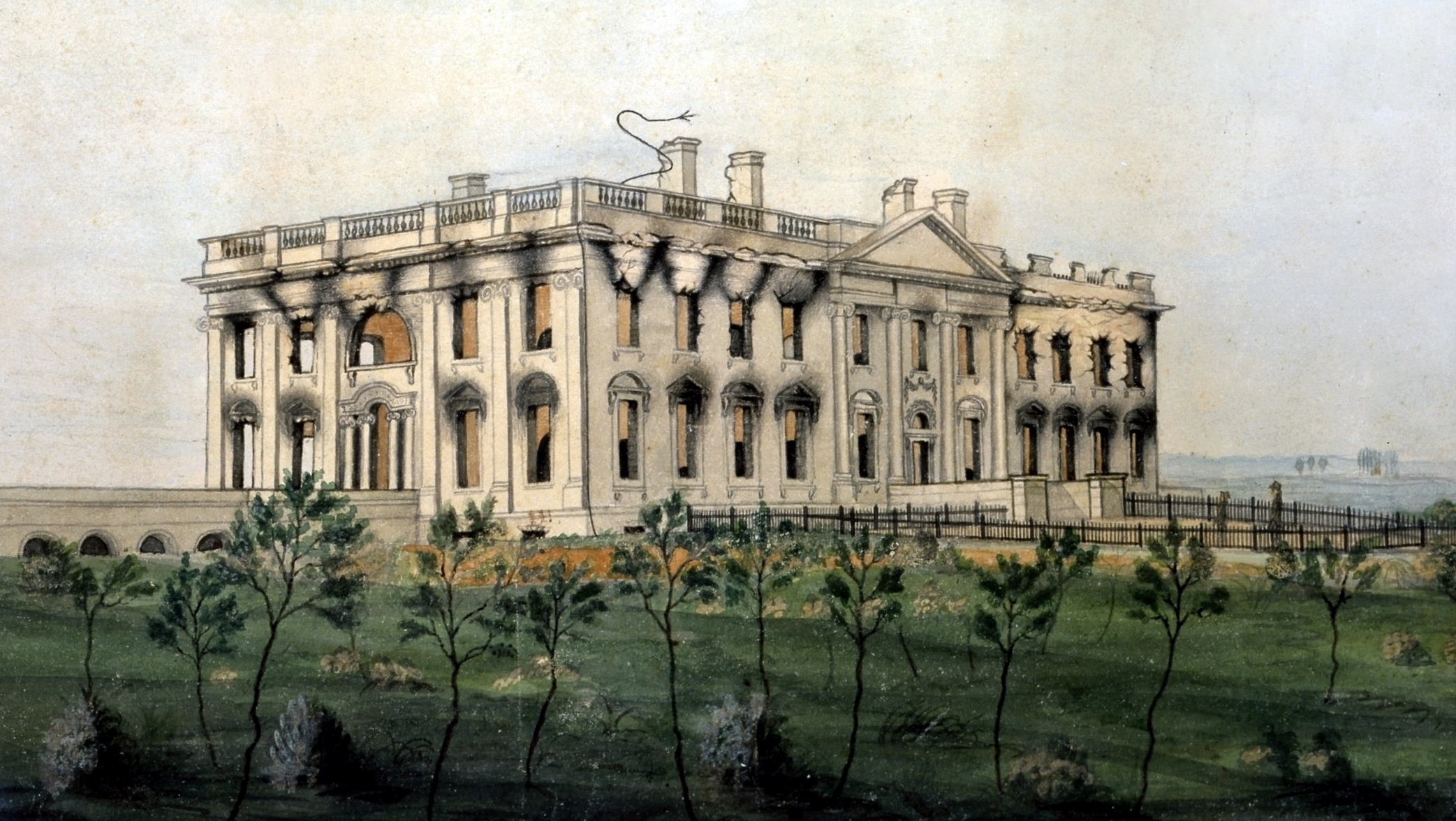
Le rovine della Casa Bianca dopo l'incendio del 24 agosto 1814, raffigurate in un acquerello di George Munger, sono ora esposte alla Casa Bianca

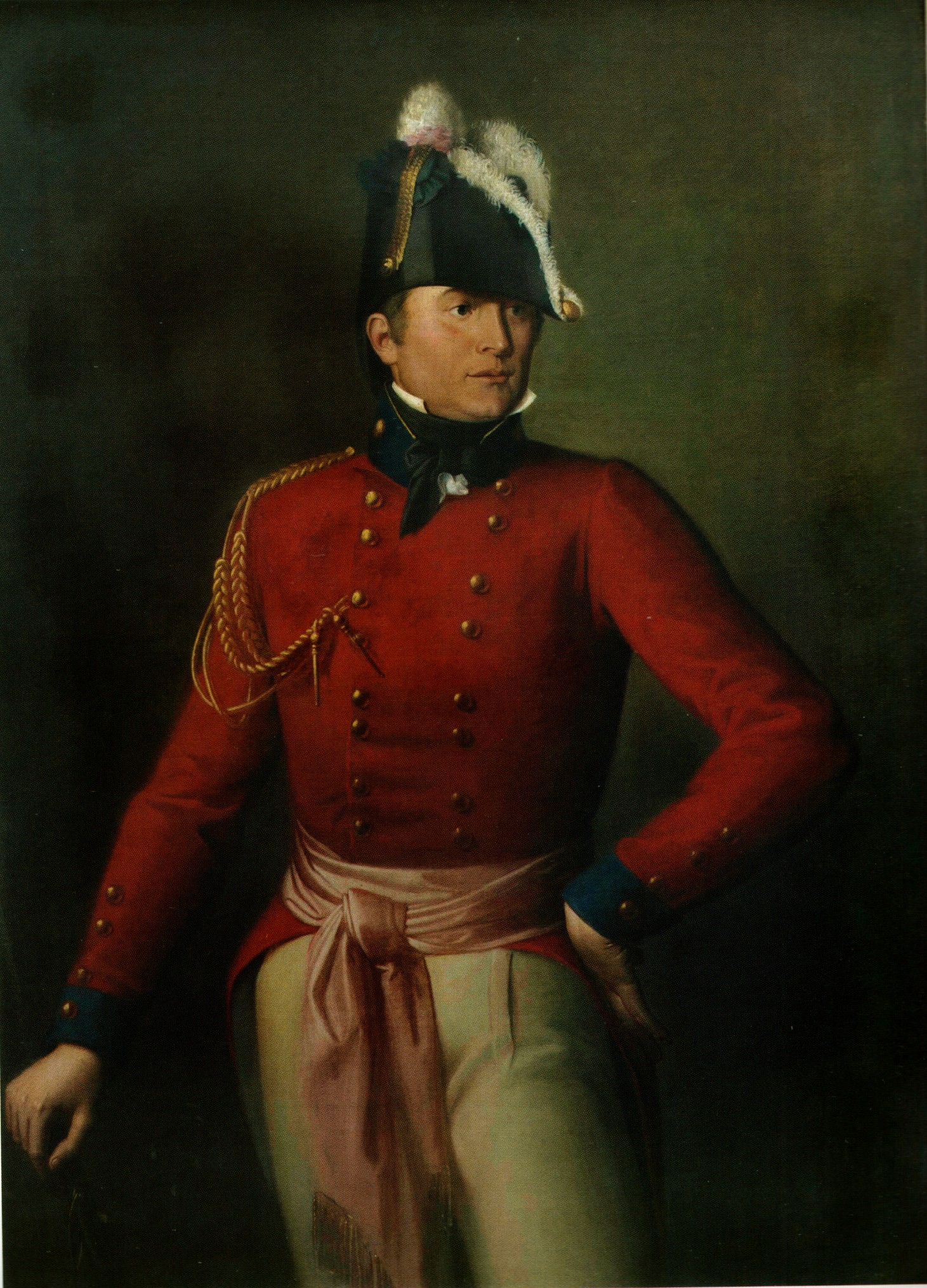
Robert Ross, il comandante britannico che guidò l'incendio di Washington

Dopo aver incendiato il Campidoglio, gli inglesi si diressero a nord-ovest lungo Pennsylvania Avenue, in direzione della Casa Bianca. Dopo che i funzionari del governo statunitense e il presidente Madison fuggirono dalla città, la First Lady Dolley Madison ricevette una lettera dal marito, che la esortava a essere pronta a lasciare Washington con un preavviso minimo. Dolley organizzò gli schiavi e altro personale per salvare oggetti di valore dagli inglesi. L'assistente personale di James Madison, il quindicenne Paul Jennings, fu testimone oculare. Dopo aver acquistato la sua libertà dalla vedova Dolley Madison, Jennings pubblicò le sue memorie nel 1865, considerate le prime provenienti dalla Casa Bianca:

È stato spesso affermato sulla stampa che, quando la signora Madison fuggì dalla Casa Bianca, ritagliò dalla cornice il grande ritratto di Washington (ora in uno dei salotti) e lo portò via. Non ebbe tempo per farlo. Ci sarebbe voluta una scala per tirarlo giù. Tutto ciò che portò via fu l'argento nella sua borsa, poiché si pensava che gli inglesi fossero a poche caselle di distanza e fossero attesi da un momento all'altro.

Jennings disse che le persone che salvarono il dipinto e rimossero gli oggetti erano in realtà:

John Susé (Jean Pierre Sioussat, il portiere francese, ancora in vita all'epoca delle memorie di Jennings) e Magraw [McGraw], il giardiniere del Presidente, lo smontarono e lo spedirono su un carro, insieme ad alcune grandi urne d'argento e altri oggetti di valore che si riuscirono a procurare in fretta. Quando gli inglesi arrivarono, consumarono la cena e bevvero i vini, ecc., che avevo preparato per la festa del Presidente.

Gli zappatori e i minatori del Corpo dei Genio Reale al comando del Capitano Blanshard, impegnati a incendiare gli edifici governativi, entrarono nella Casa Bianca. Blanshard riferì che Madison sembrava così sicuro che gli attaccanti sarebbero stati fatti prigionieri di guerra che era stato preparato un lauto banchetto. Blanshard e i suoi zappatori ne furono entusiasti. I soldati poi incendiarono la casa del presidente e quella notte fu aggiunto del combustibile agli incendi per garantire che continuassero a bruciare fino al giorno successivo.

### Altri edifici di Washington
Il giorno dopo la distruzione della Casa Bianca, il contrammiraglio Cockburn entrò nell'edificio del quotidiano di Washington, il National Intelligencer, con l'intenzione di incendiarlo. Tuttavia, diverse donne lo convinsero a non farlo perché temevano che l'incendio si sarebbe propagato alle case vicine. Cockburn voleva distruggere il giornale perché i suoi giornalisti avevano scritto di lui in modo così negativo, bollandolo come "Ruffiano". Invece, ordinò alle sue truppe di demolire l'edificio mattone per mattone e di distruggere tutti i mattoni di tipo "C" "affinché quei mascalzoni non abbiano più modo di abusare del mio nome".
Gli inglesi cercarono il Tesoro degli Stati Uniti nella speranza di trovare denaro o oggetti di valore, ma trovarono solo vecchi documenti. Bruciarono il Tesoro degli Stati Uniti e altri edifici pubblici. Anche l'edificio del Dipartimento della Guerra degli Stati Uniti fu incendiato. Tuttavia, gli archivi del Dipartimento della Guerra e del Dipartimento di Stato erano stati rimossi, quindi i libri e i documenti erano stati salvati; gli unici documenti del Dipartimento della Guerra andati perduti erano le raccomandazioni di nomine per l'esercito e le lettere ricevute sette anni prima.
Il primo edificio dell'ufficio brevetti degli Stati Uniti fu salvato grazie agli sforzi di William Thornton, ex architetto del Campidoglio e poi sovrintendente dei brevetti, che ottenne la cooperazione britannica per preservarlo. "Quando il fumo si diradò dal terribile attacco, l'ufficio brevetti era l'unico edificio governativo ... rimasto intatto" a Washington.

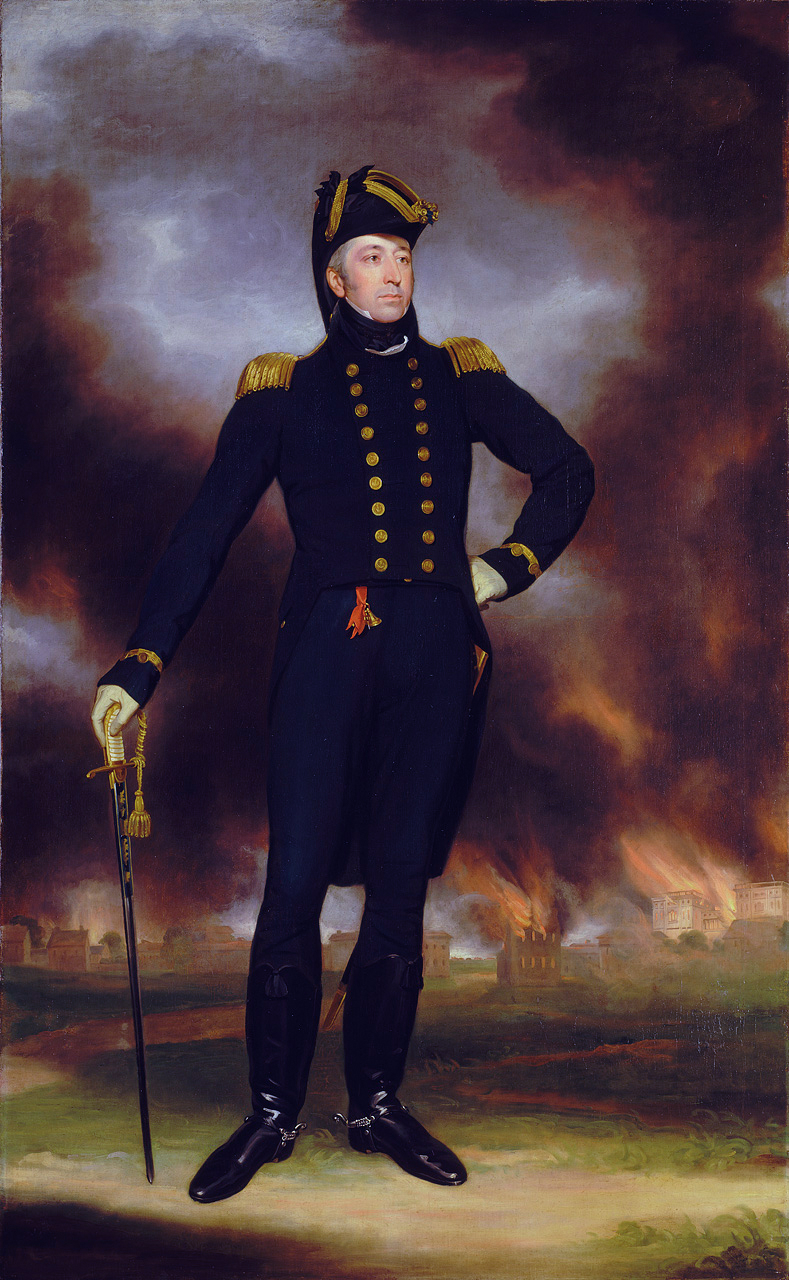
Ritratto dell'ammiraglio Cockburn al National Maritime Museum di Greenwich, Londra, con Washington, D.C. in fiamme sullo sfondo, compresi il Campidoglio degli Stati Uniti e il Palazzo del Tesoro sulla destra
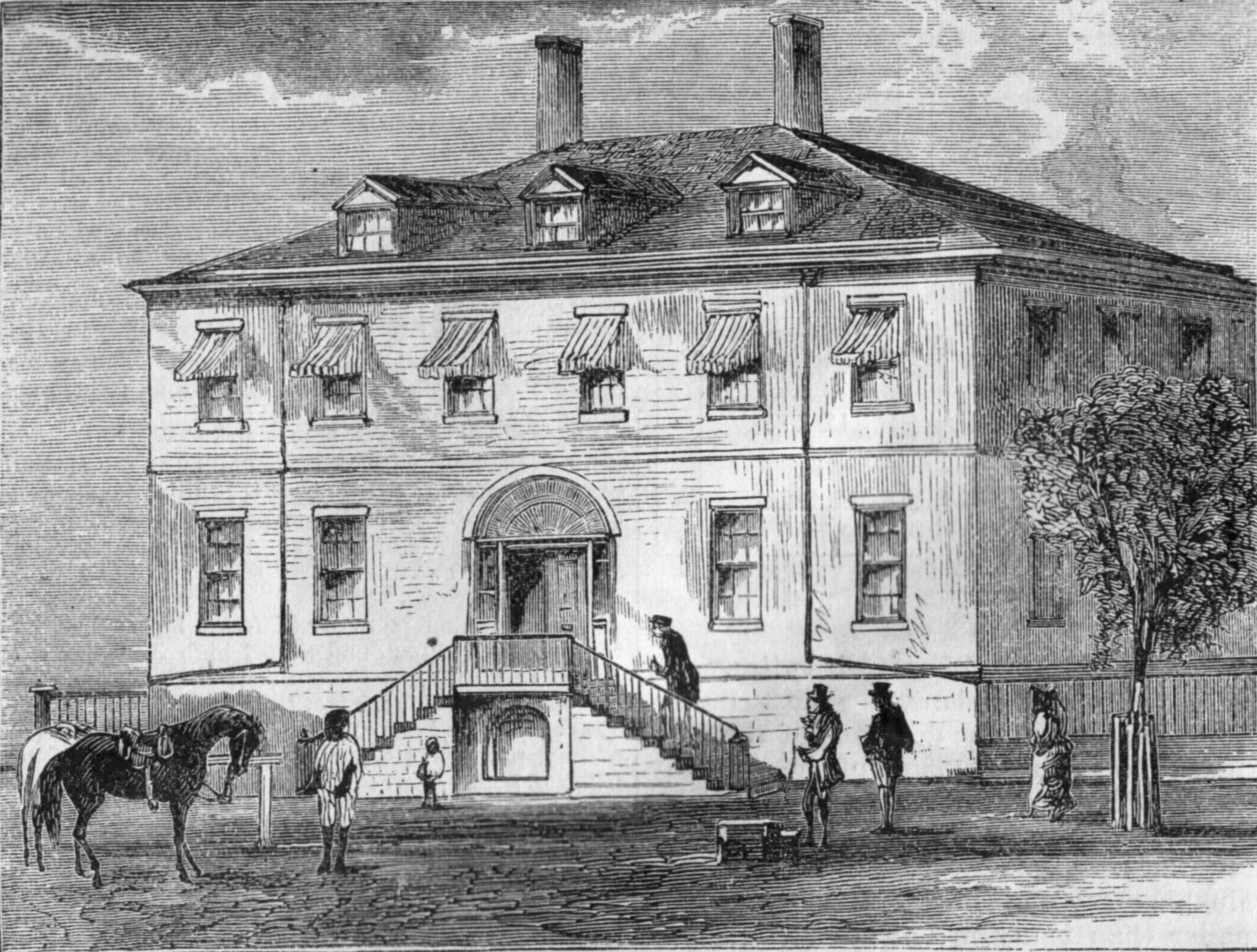
L'edificio del Tesoro degli Stati Uniti (costruito nel 1804)
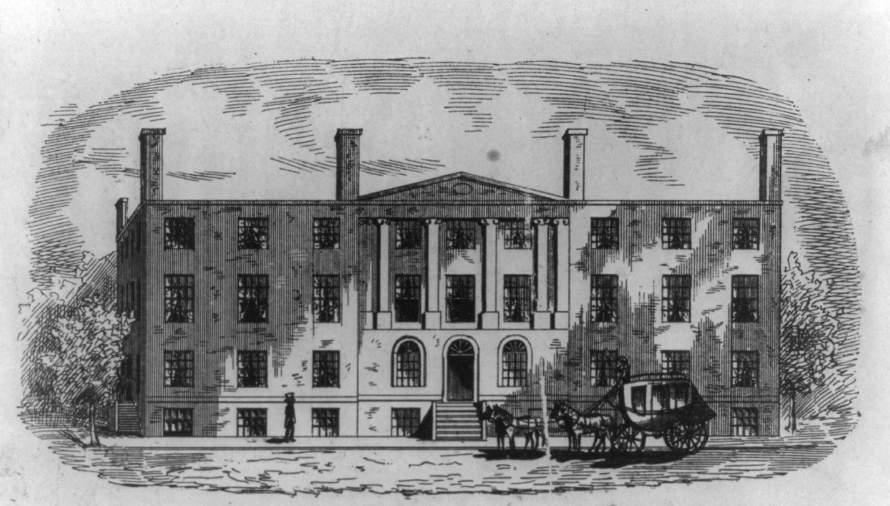
Il Blodget Hotel, che ospitava l'Ufficio brevetti degli Stati Uniti, fu risparmiato dall'incendio di Washington del 1814. L'ufficio brevetti fu poi bruciato nel 1836.
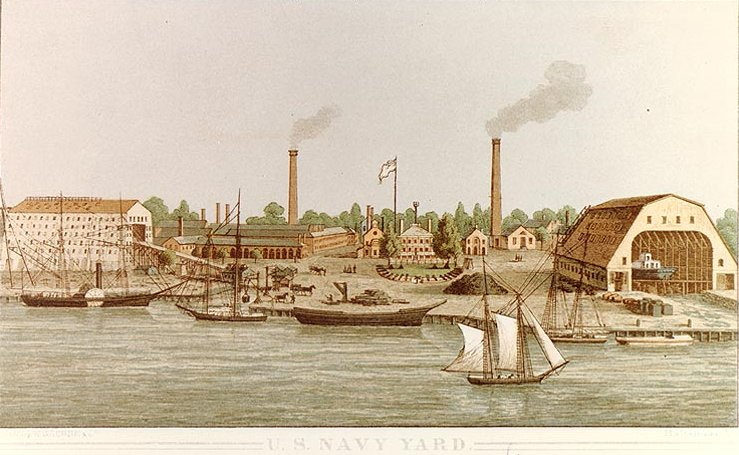
Cantiere navale di Washington nel 1862

## La tempesta che salvò Washington
Meno di quattro giorni dopo l'inizio dell'attacco, un improvviso e violento temporale – forse un uragano – spense gli incendi. Scatenò anche un tornado che attraversò il centro della capitale, atterrando su Constitution Avenue e sollevando due cannoni prima di sganciarli a diversi metri di distanza, uccidendo sia truppe britanniche che civili americani. Dopo la tempesta, le truppe britanniche tornarono alle loro navi, molte delle quali gravemente danneggiate. C'è un certo dibattito sull'effetto di questa tempesta sull'occupazione. Mentre alcuni sostengono che la tempesta costrinse gli inglesi alla ritirata, gli storici hanno sostenuto che il loro intento fosse solo quello di distruggere gli edifici governativi della città, piuttosto che occuparla per un periodo prolungato. È anche chiaro che Ross non intendeva danneggiare edifici privati, come raccomandato da Cockburn e Cochrane.
In ogni caso, l'occupazione britannica di Washington durò solo circa 26 ore. Nonostante questo, la "Tempesta che salvò Washington", come venne chiamata, fece l'opcittà secondo alcuni.

## Conseguenze
Il presidente Madison e gli ufficiali militari tornarono a Washington il 1° settembre, data in cui Madison emanò un proclama che invitava i cittadini a difendere il Distretto di Columbia. Il Congresso non tornò per tre settimane e mezzo. Quando lo fece, si riunì in sessione straordinaria il 19 settembre nell'edificio dell'Ufficio Postale e Brevetti presso il Blodgett's Hotel, uno dei pochi edifici abbastanza grandi da contenere tutti i membri da risparmiare. Il Congresso si riunì in questo edificio fino al dicembre 1815, quando fu completata la costruzione dell'Old Brick Capitol.
La maggior parte degli osservatori americani contemporanei, compresi i giornali che rappresentavano i federalisti contrari alla guerra, condannarono la distruzione degli edifici pubblici come vandalismo inutile. Molti cittadini britannici rimasero scioccati dall'incendio del Campidoglio e di altri edifici a Washington. Tali azioni vennero denunciate dalla maggior parte dei leader dell'Europa continentale, dove le capitali erano state ripetutamente occupate nel corso delle guerre rivoluzionarie francesi e napoleoniche, ma erano sempre state risparmiate dalla distruzione, almeno da parte degli occupanti: il famoso incendio di Mosca, avvenuto meno di due anni prima, era stato un atto compiuto dai difensori.